# Can Rosselló d'Amunt
Can Rosselló d'Amunt és un edifici del municipi de la Garriga (Vallès Oriental) inclòs en l'Inventari del Patrimoni Arquitectònic de Catalunya.

## Descripció
És una masia aïllada de planta baixa, pis i golfes. La façana és de pedra i està recoberta amb arrebossat de ciment. La casa s'aixeca davant un gran pati limitat per un mur de pedra perimetral. El portal d'entrada és de pedra i d'arc de mig punt adovellat. A la planta pis hi ha tres obertures quadrades encerclades amb carreus. A les golfes hi ha tres petites obertures, dues amb l'encerclament amb carreus. A les golfes hi ha tres petites obertures, dues amb l'encerclament de pedra i l'altra amb obra vista. La coberta és a dues vessants. Unes escales, amb planta circular i construïdes amb pedra, comunica l'era amb el portal d'entrada.